# Portrait de Caligula
Ce portrait de Caligula, réalisé vers l'an 40, a été découvert à Rome, sur le mont Aventin. Il est conservé au Musée du Louvre, à Paris. Il est sculpté dans le marbre.

## Description
La statue représente l'empereur Caligula. Le réalisme de la sculpture contraste avec l'idéalisation des portraits qui avait cours sous Tibère . Caligula est assis, ses pieds nus sont chaussés de sandales, sa jambe droite avance légèrement ; son bras gauche est replié sur la poitrine. Sa tenue se compose d'une tunique à manches courtes et d'une toge, au plissé dense et très travaillé. Sa tête se tourne vers la droite. Il n'est cependant pas aussi laid que la description faite par Suétone,« il avait le cou et les jambes très grêles, les yeux et les tempes enfoncés, le front large et menaçant... », même si on remarque son front large, son menton prognathe et son cou très long.

## Le personnage
Caius Julius Caesar Germanicus est le nom de l'empereur Caligula. 
Son surnom Caligula signifie "petite sandale", il lui a affectueusement été donné lorsqu'il était enfant par les soldats qui accompagnaient son père lors des déplacements de la famille dans l'empire.
Il est né en 12 ap.J-C à Antium (Anzio). Il a succédé à Tibère, son grand-oncle, qui en avait fait son légataire. 
De 37 à 41, son règne a été bref. Il meurt assassiné, à Rome en 41 ap.J-C.

## Portraits de Caligula
La comparaison entre les monnaies à l'effigie de Caligula et la présente statue montre des similitudes physiques : cou allongé, chevelure descendant sur la nuque, yeux enfoncés, menton marqué.

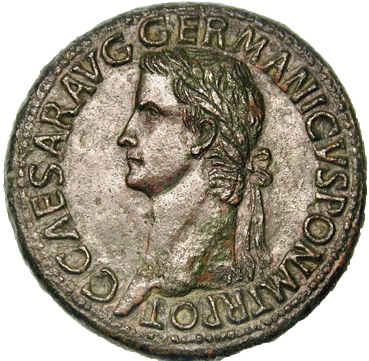
Sesterce de Caligula, vers 37-38
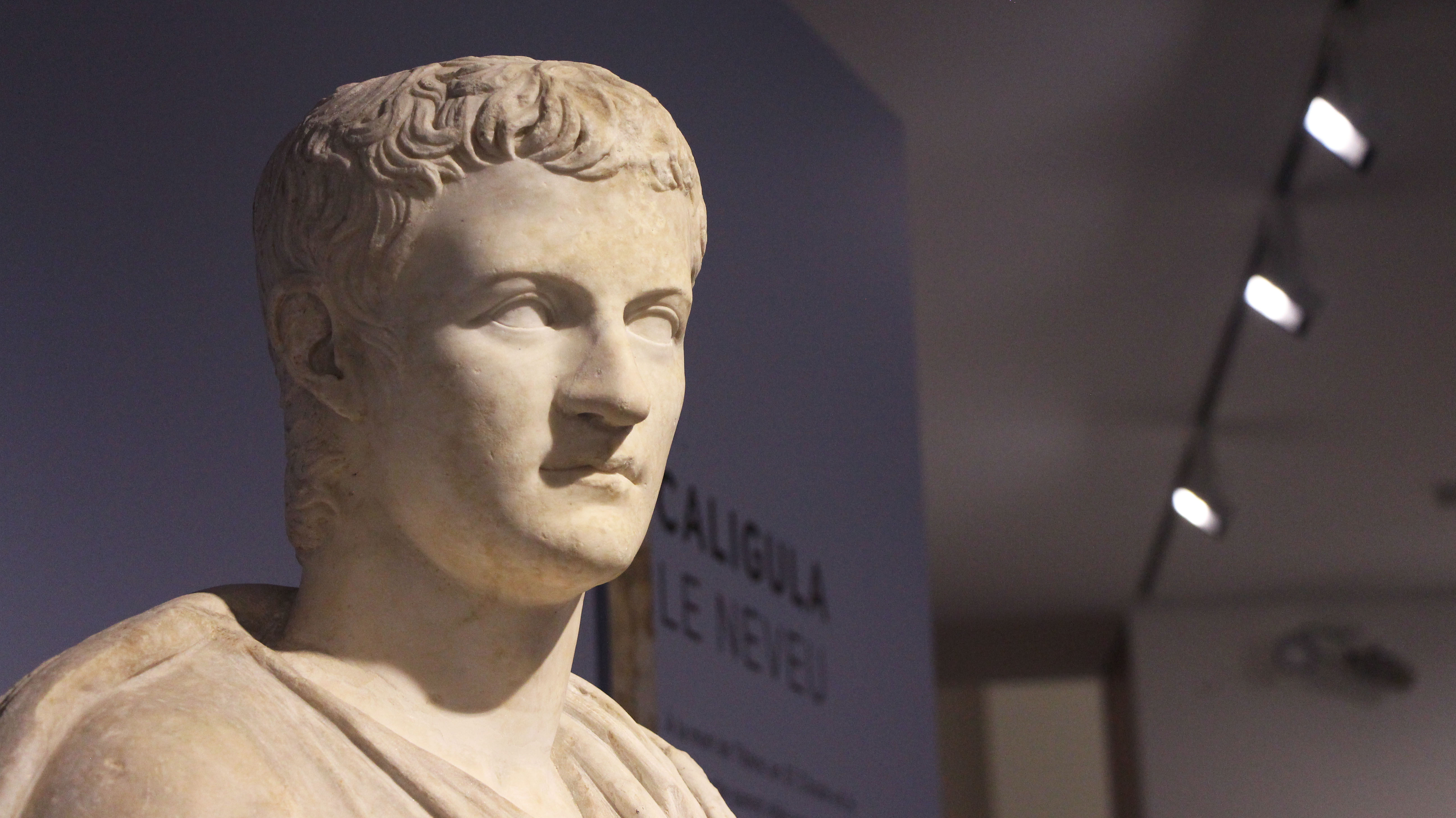
Détail de la statue, profil droit